# Scottish Aviation

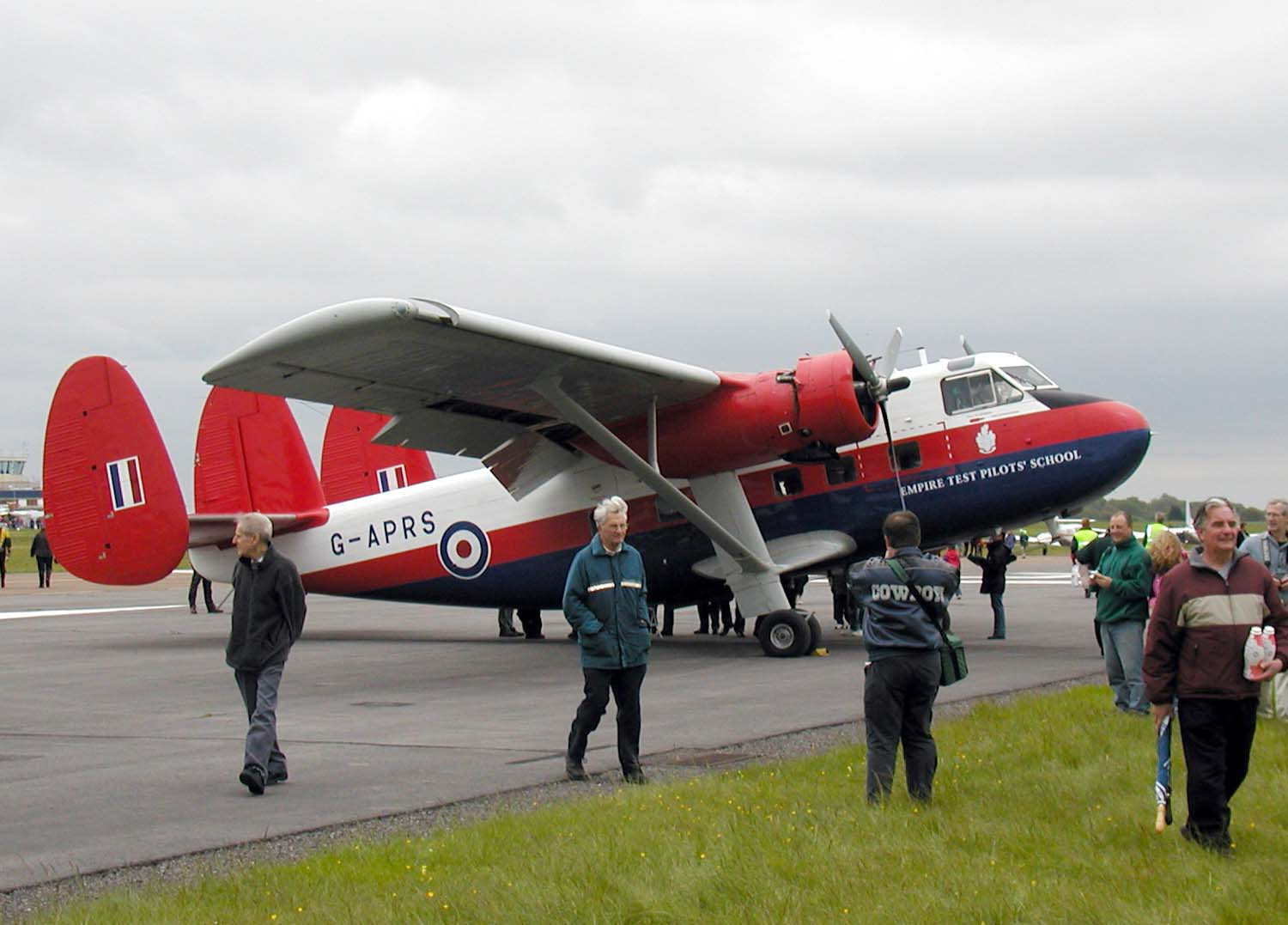
Scottish Aviation Twin Pioneer, England, 2003.

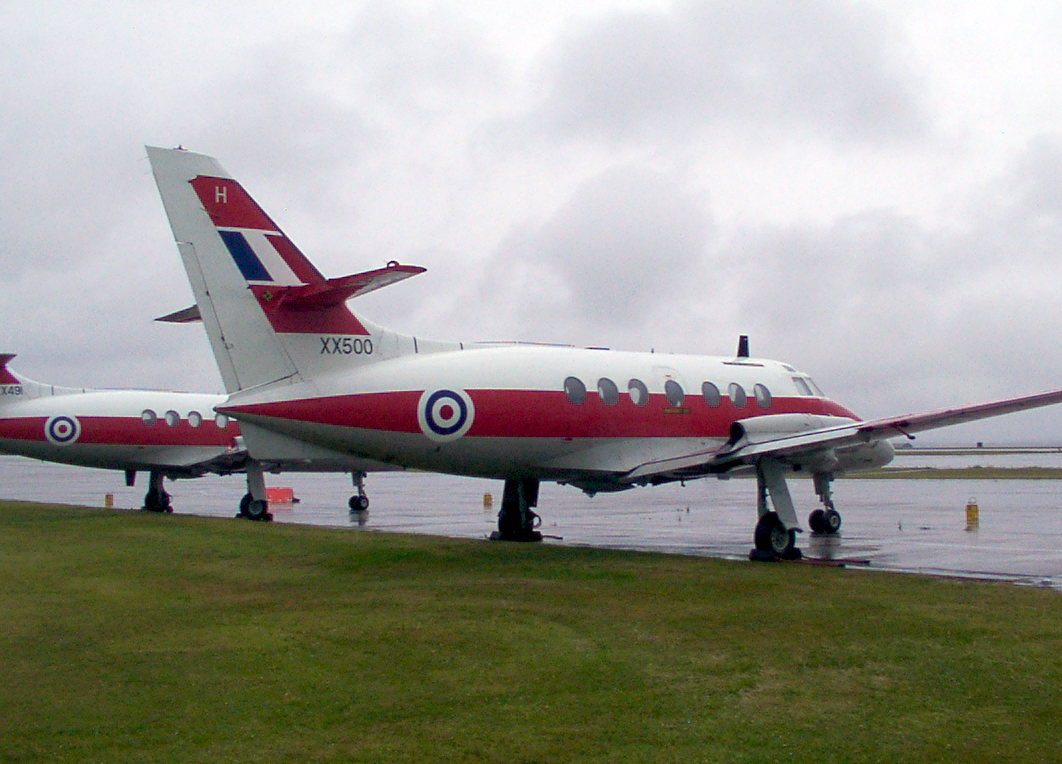
Scottish Aviation Jetstream T1

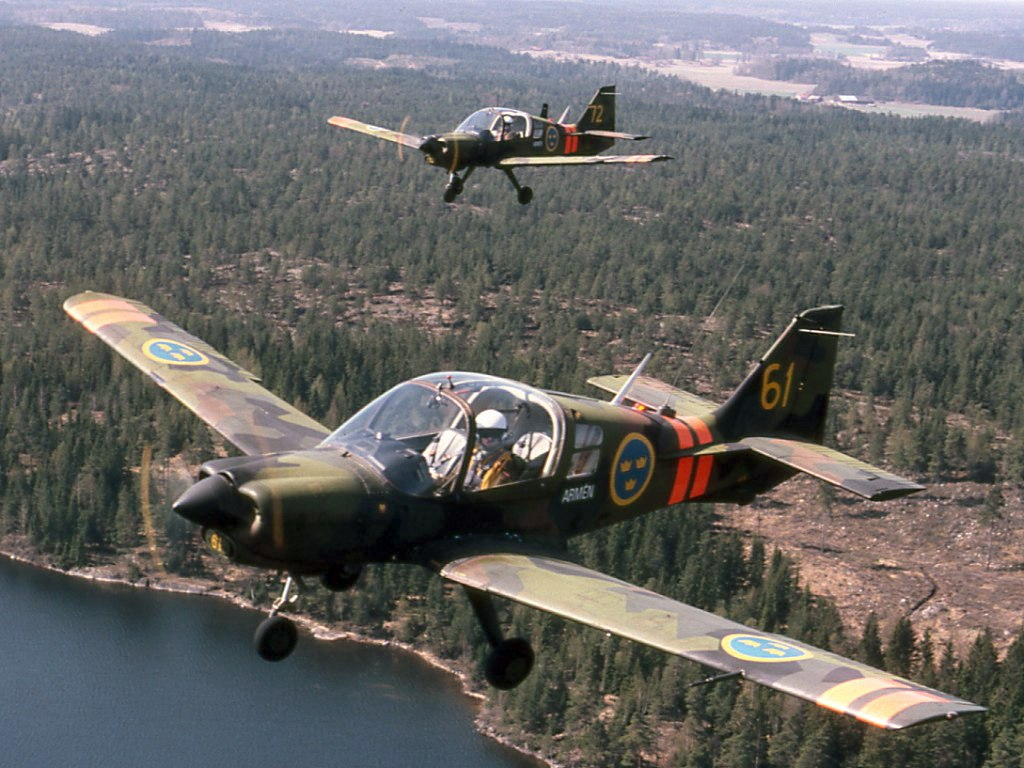
Scottish Aviation Bulldog

Scottish Aviation bildades 1935 för att driva flygskolan på Prestwick flygplats. Utöver flygskolan började företaget även att tillverka flygplan, bland annat modellerna Prestwick Pioneer och Twin Pioneer. Tog helt över tillverkningen av SK 61 Beagle Bulldog. Har även byggt Handley Page HP 137 Jetstream på licens.
Scottish Aviation köptes 1977 av British Aerospace(BAE).